# Sanni Utriainen
Sanni Marja Anniina Utriainen (* 5. Februar 1991 in Nokia) ist eine ehemalige finnische Leichtathletin, die sich auf den Speerwurf spezialisiert hat. Auch ihr Vater Esa Utriainen war als Speerwerfer aktiv.

## Sportliche Laufbahn
Erste Erfahrungen bei internationalen Meisterschaften sammelte Sanni Utriainen beim Europäischen Olympischen Jugendfestival (EYOF) 2007 in Belgrad, bei dem sie mit einer Weite von 42,03 m den neunten Platz belegte. 2009 gelangte sie bei den Junioreneuropameisterschaften in Novi Sad mit 48,45 m ebenfalls Rang neun und im Jahr darauf siegte sie mit 56,59 m bei den Juniorenweltmeisterschaften im kanadischen Moncton. 2011 belegte sie bei den U23-Europameisterschaften in Ostrava mit 56,25 m den vierten Platz und im Jahr darauf gelangte sie bei den Europameisterschaften in Helsinki mit 55,14 m auf Rang elf. Anschließend nahm sie erstmals an den Olympischen Sommerspielen in London teil und schied dort ohne einen gültigen Versuch in der Qualifikationsrunde aus. 2013 belegte sie bei den U23-Europameisterschaften in Tampere mit 53,59 m den sechsten Platz und 2015 verpasste sie bei den Weltmeisterschaften in Peking mit 55,56 m den Finaleinzug. Im Jahr darauf schied sie bei den Europameisterschaften in Amsterdam mit 57,19 m in der Vorrunde und nahm daraufhin erneut an den Olympischen Sommerspielen in Rio de Janeiro teil, kam aber auch dort mit 53,42 m nicht über die Vorrunde hinaus. 2019 beendete sie ihre aktive sportliche Karriere im Alter von 28 Jahren.
2010 wurde Utrianen finnische Meisterin im Speerwurf.